# Urbán Ádám
Urbán Ádám (Budapest, 1976. augusztus 8. –) Balogh Rudolf-díjas magyar fotográfus.

## Munkássága
Apja Urbán Tamás Balázs Béla-díjas fotóművész. Fia Ádám már a gimnáziumi évek alatt - 1991-1995 - kezdett el fotózással foglalkozni. Először Záray Péter fotóműtermében, mint asszisztens dolgozott. Az ott szerzett szakmai gyakorlattal az érettségi után a Fitness Magazinnál helyezkedett el.
1995-ben egy zenész és újságíró barátjával megalapították a Freee magazint, ami akkoriban misszió jelleget töltött be, mivel a techno kultúra ebben az időben tört be Magyarországra.
Ide nemcsak címlapfotókat és divatanyagokat készített, hanem magyarországi és külföldi techno-partykról tudósított. Az újságon keresztül több lemezkiadóval, divatcéggel, reklámügynökséggel került kapcsolatba, és fotózta zenészek CD-borítóját, sajtóanyagát, divatkatalógusokat, reklámokat. Ez idő alatt készültek el azok a divatfotók, amelyek az 1996. évi Sajtófotó kiállításon, és az Év fotói című könyvben is szerepeltek.
Mostanság dokumentarista fotósorozatok felé fordult és továbbra is foglalkozik reklámfotózással is. Egyéb elismerések mellett számos díjat nyert a Magyar Sajtófotó Pályázaton, több egyéni és csoportos kiállításon és szakmai publikációkban mutatta be műveit. Tagja a Magyar Fotóművészek Szövetségének, a RANDOM és PICTORIAL COLLECTIVE művészeti szervezetnek.
A közelmúltban a Fővárosi Nagycirkuszban és az Aszódi Javítóintézetben készített dokumentarista munkáival szerzett elismeréseket.
Gyerekkorában rajongott a cirkuszért, felnőttként kötődése csak erősödött, régóta szerette volna láthatóvá tenni a függöny mögötti életet. Tíz éve már, hogy a Fővárosi Nagycirkusz művészei maguk közé fogadták őt magát és a művészetét, annak saját jogán. Légtornászok, artisták, zsonglőrök, a porond legfényesebb sztárjai tették lehetővé, hogy megmutassa azt a világot, amely a közönség számára láthatatlan – és ez a bizalomnak a legmagasabb foka, amit fotós elérhet.
A bizalom egy folytonosan visszatérő elem karrierjében. Aszódon jelentős időt töltött az elítéltek között, akik lopás, rablás és más bűnök miatt kerültek az intézetbe. Így nyert betekintést annak a rendkívül zárt közösségnek az életébe, ahol a kívülállóknak mély, zsigeri elutasítás és kirekesztés jut. A kialakított bizalom eredményei szólalnak meg a fotósorozatain, és ez visszhangzik a fotós szakma elismeréseiben.
Riportfotográfia, stúdió gyakorlat, fotótervezés tárgyakat oktat a Metropolitan Egyetemen. 2021-től a Pécsi József fotóművészeti ösztöndíj kuratórium tagja. A Pictorial Collective tagjaként pedig szakmai táborokat, továbbképzéseket, workshopokat tart.
Egy fia született, Urbán Brájen Dávid (2020).

## Fotói közgyűjteményekben
- Magyar Fotográfiai Múzeum
- Magyar Nemzeti Múzeum
- Magyar Néprajzi Múzeum
- Magyar Cirkuszművészeti Múzeum, Könyvtár és Archívum

## Kiállításai (válogatás)

### Egyéni
- 2000 Ne kábíts! Urbán Tamással közösen, Nyugati téri aluljáró, Budapest
- 2009 Kópia Galéria, Budapest
- 2012 PéldaKÉPek Magyar Fotográfusok Háza - Mai Manó Ház, Budapest
- 2017 "Akkor és most" Urbán Tamással közösen - Aszódi Javítóintézet
- 2018 "Esély / Chance" Robert Capa Kortárs Fotógráfiai Központ
- 2019 " Esély / Chance" Galéria Bilelsko BWA-ban, a lengyel FotoArt fesztivál keretein belül.
- 2021 CIRKUSZ A függöny mögött Rév-Art Galéria
- 2022 A cirkusz láthatatlan lelke EET székház
- 2023 Cirkusz a függöny mögött - Újbuda Galéria
- 2023 " Esély / Chance" Hirös Agóra Kultúrális Intézmény, Kecskemét

### Csoportos
- 1996
  - Sajtófotó 1995, Néprajzi Múzeum
  - Fiatalok Fotóművészeti Stúdiója, Tölgyfa Galéria
- 2000 – Sajtófotó 1999, Néprajzi Múzeum
- 2003 – Sajtófotó 2002, Néprajzi Múzeum
- 2005 – Klasszikus harmóniák Kortárs Leica fotótárlat
- 2008
  - Kiszállni Bringás fotók a Kodály körönd kerítésein
  - 100 Iszlám Pécs, Széchenyi tér
- 2009 
  - Green Art for Peace, Andrássy út
  - National Geographic kiállítás
  - Fény kiállítás Boulevardésbrezsnyev Galéria
- 2010 Garadosi panoráma, Csíkszereda
- 2011
  - Nagyszeben és környéke, Szeben, Tanács tornya
  - Együtt-lét fotókiállítás, Budapest, Kossuth tér
- 2012 
  - Nagyszeben és környéke, Marosvásárhely, Bernády ház
  - Valóság és illúzió, Budapest, Fővárosi Nagycirkusz
  - 7. Fotóhónap Fesztivál
- 2013
  - Medgyes és környéke Medgyes, Schuller Ház
  - 2013 Négy elem Szentendre, Régi Művésztelepi Galéria
- 2014
  - Medgyes és környéke kiállítás, Csíkszereda
  - Budapest R.E.M. Casati Galéria Budapest
  - Volt egyszer egy Vidámpark, Vendéglátóipari Múzeum
  - 45. Tavaszi tárlat a Gaál Imre galériában
  - XIX. Esztergomi Fotó Biennálé, Táj-Élmény kiállítás
  - Labirintus címmel kiállítás Szentendre, MűvészetMalomban
  - Random Galéria, Cseh Tamás emléknap kiállítás
  - XIX. Esztergomi Fotó Biennálé, Táj-Élmény kiállítás
  - Labirintus címmel kiállítás Szentendre, MűvészetMalomban
  - Random Galéria, Cseh Tamás emléknap kiállítás
  - "Elmém lencsémen keresztül" Alföldi Galéria Hódmezővásárhely
  - "Elmém lencsémen keresztül" Bácskai kultúrpalota Baja
  - Kortárs Digitális Fotográfia MANK Galéria Szentendre
  - " Jelen-lét" Random kiállítás, Kolta Galéria
- 2015
  - PéldaKÉPek Émile galéria
  - BicikliArt kiállítás A Vértes Agorája, Kortárs Galéria, Tatabánya
  - Random moments II. Photogramme TOBE Galéria
  - Pictorial Collective bemutatkozó kiállítás Néprajzi Múzeum
  - "Young Kertész, Young Hungarians"  Római Magyar Akadémia
  - FLOW/Áramlat pictorial Collective - Ferenczy Múzeum Szentendre
  - Harmónia MAOE kiállítás Szentendre, MűvészetMalomban
  - RANDOM 2015 Élet-Terek kiállítás K11 Művészeti és kulturális központ
  - Underground MAOE Fotóművészeti Tagozatának kiállítása MUOSZ Székház
- 2016
  - Hímnem, nőnem, semlegesnem RANDOM csoportos kiállítás, Random Galéria
  - Sajtófotó 2016 kiállítás a Robert Capa Kortárs Fotográfiai Központban
  - Random:15 – Élet-Terek, K11 Kulturális Központ
  - Young Kertész, Young Hungarians című RANDOM csoport kiállítás, a Szófiai Fotóhónapon
  - Képek és Pixelek kiállítás, MŰCSARNOK
- 2017 
  - HERE WE ARE A Random kortárs fotóművészeinek csoportos kiállítása a KUBIK Galériában
  - Sajtófotó 2016 kiállítás a Robert Capa Kortárs Fotográfiai Központban
  - SCRATCH – A Random kortárs fotóművészeinek csoportos kiállítása az ArtBázis Összművészeti Műhelyben
  - SZUBJEKTUM - kortárs magyar portréfotográfia, VÁRKERT BAZÁR
  - Object of Desire a görög Photometria Fesztiválon, Ioanninában
- 2018 
  - Object of Desire - Random fotóművészeti alkotócsoport a Bartók Béla Boulvard galériában
  - Sajtófotó 2017 kiállítás a Robert Capa Kortárs Fotográfiai Központban
  - Dunaképp - Pictorial Collective kiállítása a Robert Capa Kortárs Fotográfiai Központban
  - CSÖNDESEN - Budapest Fotó Fesztivál - Kiscelli Múzeum
  - PLAYGROUND - TOBE Galéria a Pegazus Galériában Szentbélakáta
  - CapaZINE "Let's play"kiállítás a Robert Capa Kortárs Fotógráfiai Központban
- 2019
  - "Nincs másik!" 130 éves a Fővárosi Nagycirkusz
  - "Mélyáramok“ MODEMDebrecen
- 2020 
  - Sajtófotó 2019 kiállítás a Robert Capa Kortárs Fotográfiai Központban
  - Standby - Szabadtéri Kiállítás Kodály körönd.
  - TEST/KÉP - Budapest Fotó Fesztivál - Kiscelli Múzeum
- 2021 
  - CIRCUS FLOW - MANK - Visegrád
  - COME CLOSER - DOKUBROM - RANDOM Galéria
  - A fény képei | II. Fotóművészeti Nemzeti Szalon 2021-  MŰCSARNOK
  - ÉLET/KÉP - Budapest Fotó Fesztivál - Kiscelli Múzeum
  - DAEGU PHOTO BIENNALE -제8회 대구사진비엔날레
  - Parallel Locations / Párhuzamos helyszínek - a RANDOM csoport kiállítása
  - Pictorial 10 kiállítás a Robert Capa Kortárs Fotográfiai Központban
- 2022 
  - Hoplá Hopp Kepes Intézet Eger
  - Válogatás 40 év legjobb magyar sajtófotóiból - Capa Központ
- 2023 
  - 30. évforduló - B&B fotography Gallery - Bielsko Biala Lengyelország
  - WILD, WILD, LIFE -RANDOM csoport kiállítása - Vízivárosi Galéria
  - GEOMETRIA -  ÚjMűhely Galéria
  - „Itt van a város, vagyunk lakói…. “ Budapest 150 - Kiscelli Múzeum
  - Budapest Arcai - Városháza Park
  - Pictorial Collective: Petőfi utcák népe – Szubjektív fotós látlelet a magyar társadalomról - Capa Központ
- 2024
  - 42. Magyar Sajtófotó kiállítás – Robert Capa központ
  - Kortárs Magyar Fotográfia 2024 – Pécsi Galéria
  - Zenei szubkultúrák világa – Turbina Kulturális Központ
  - PRO FORMA / Absztrakt tendenciák a kortárs magyar fotóművészetben – Kiscelli Múzeum
  - Petőfi utcák népe – Szubjektív fotós látlelet a magyar társadalomról kiállítás válogatása a Pannonhalmi Bencés Gimnázium Galériájában
  - „Cirkuszi elefánt a porcelánmúzeumban”  című cirkusztörténeti és porcelánművészeti kiállítás - Herend  
  - FOTO KOZMA Fesztivál 2024 - NATURE FUTURE - Csákvár
  - Kortárs Magyar Fotográfia 2024 – Eötvös10 Művelődési Ház
  - Pixel és folklór - Magyar népművészet és fotográfia a 21. században - Hagyományok Háza

## Kiadványok, fotóalbumok
- 1996 Év fotói 1995
- 2000 Év fotói 1999
- 2000 Csillagvilág az ezredfordulón (Sunbooks Kiadó)
- 2001 Év fotói 2000
- 2002 Év fotói 2001
- 2002 Playboy Nagyinterjúk (Map Magazin Kiadó)
- 2002 Faludy György és Faludy Fanny (Interbooks Kiadó)
- 2007 Lázár Ervin: Napló (Osiris Kiadó)
- 2008 Év Fotói 2007
- 2008 Weingüter in Österreich und Ungarn Borkalauz (Hoffmann-Verlag)
- 2009 Év fotói 2008
- 2011 The Printed Blog Russia
- 2011 "Együtt-lét" fotóalbum
- 2012 Valóság és illúzió kiállítás katalógusa
- 2012 Digitális Fotó Magazin XII. évf. 8. szám
- 2012 Fotóművészet
- 2013 Négy elem kiállítás katalógusa
- 2013 A szórakoztatás művészete MACIVA
- 2013 Év fotói 2012
- 2014 Labirintus kiállítás katalógusa
- 2014 Év fotói 2013
- 2015 Harmónia kiállítás katalógusa
- 2015 Év fotói 2014
- 2016 Év fotói 2015
- 2017 Év fotói 2016
- 2018 Év fotói 2017
- 2018 CapaZINE Robert Capa Kortárs Fotógráfiai Központ kiadványa
- 2018 Esély / Chance fotóalbum az Aszódi Javítóintézetben készült fotósorozatából
- 2019 Cirkuszi csodaemberek 1-5 (Fővárosi Nagycirkusz)
- 2019 Fotóművészet 2019/2
- 2019 Dimenziók kiállítás katalógusa
- 2019 Random - 18 photobook
- 2021 Cirkusz a függöny mögött fotóalbum a Nemzeti Cirkuszművészeti Központ kiadványa
- 2021 Decade a Pictorial Collective fotóalbuma
- 2022 Év fotói 2021
- 2024 Pictorial Collective: Petőfi utcák népe fotóalbum
- 2024 Év fotói 2023

## Társasági tagság
- A Magyar Fotóművészek Szövetségének tagja (2012 óta)
- A Magyar Alkotóművészek Országos Egyesületének tagja (2012 óta)
- A RANDOM művészeti szervezet tagjai közé választották (2014)
- A PICTORIAL COLLECTIVE tagjai közé választották (2015)

## Díjak, elismerések

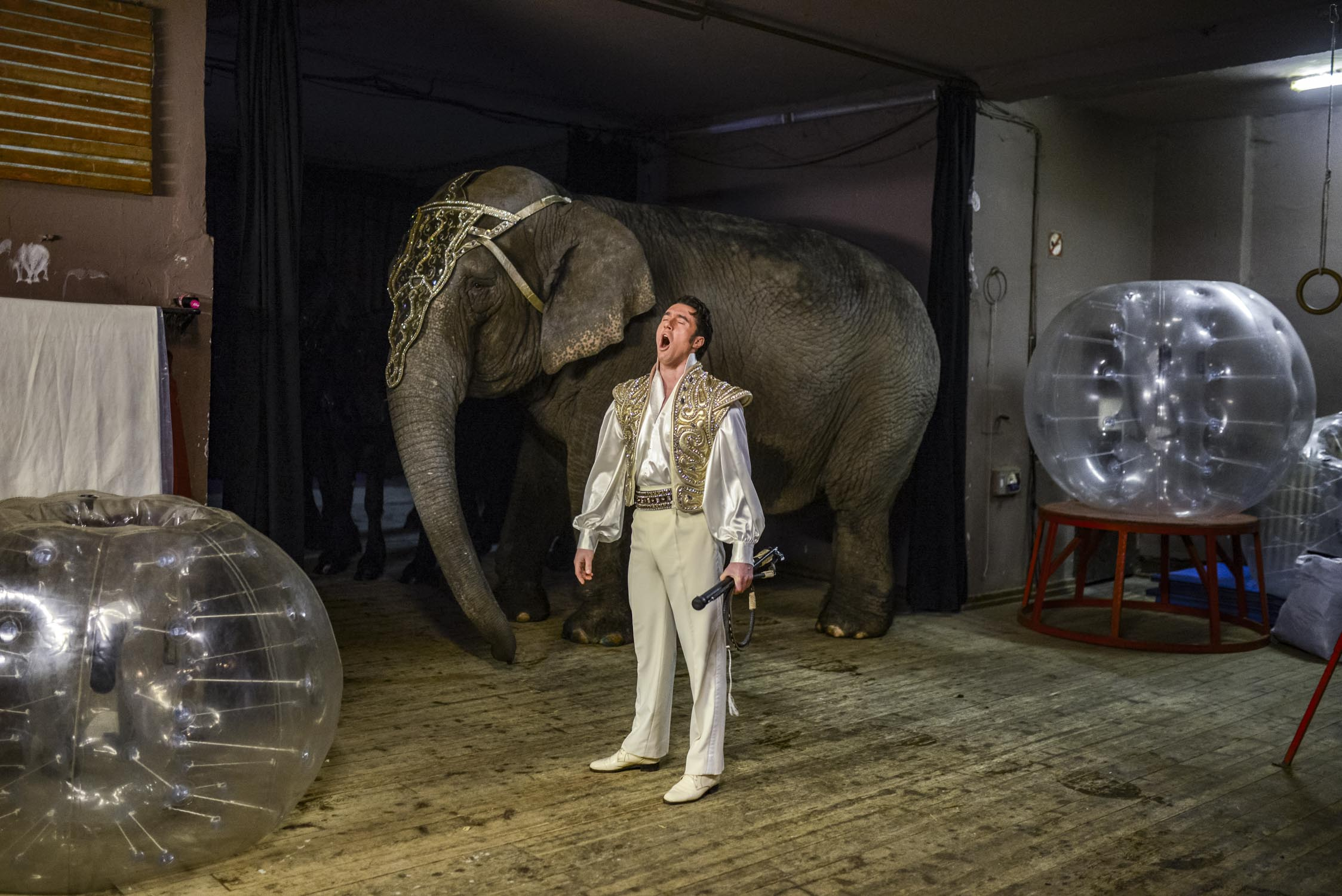
A Cirkusz a függöny mögött sorozatból

- 2003-ban készült polgárpukkasztó fotósorozata Faludy Györgyről és fiatal feleségéről, amellyel a 2002-es Sajtófotó-pályázaton emberábrázolás és portré kategóriákban díjakat nyert. Ezek a sorozatok könyv formájában is megjelentek, melyekhez a költő négysoros verseket írt.
- 2005-ben az RTL Klub filmes images komplex kampány fotóival - Gumicsirke, Aranycsirke - a legkreatívabb alkotás díját, az Arany Penge elismerést kapta.
- 2009-ben a Kossuth Kiadó Cultiris fotópályázatán a Kreatív alkalmazott fotográfia kategória 1. díját nyerte.
- 2013-as Magyar Sajtófotó Pályázat Természet és tudomány (sorozat) kategória 1. helyezett
- 2014-es Magyar Sajtófotó Pályázat Művészet kategória 3. helyezett
- A Robert Capa Kortárs Fotógráfiai Központ által szervezett MAGNUM Workshop résztvevője (2014)
- 2015-ös Magyar Sajtófotó Pályázat Művészet (sorozat) kategória 3. helyezett és Portré (egyedi) kategória 3. helyezett
- 2017 NKA Fotóművészeti Kollégiuma alkotói ösztöndíjas
- 2017-es Magyar Sajtófotó Pályázat Társadalomábrázolás (sorozat) kategória 1. helyezett, Portré (sorozat) kategória 3. helyezett
- 2018-as PHOTON FESTIVAL finalistája - Valencia (Spanyolország)
- 2019-ben Balogh Rudolf-díj[6]
- 2019-és Magyar Sajtófotó Pályázat legjobb fotókönyvnek járó Molnár István-díját kapta az ”Esély” címü albuma.
- 2020-es Magyar Sajtófotó Pályázat Művészet kategória 2.helyezett
- 2021 24. Faludi Nemzetközi Filmszemle és Fotópályázat különdíj
- 2022 A 40. Magyar Sajtófotó pályázat Művészet kategória 2.helyezettje Cirkusz a függöny mögött című művével[7]
- 2023 A 42. Magyar Sajtófotó pályázat Természet tudomány kategória sorozat 2. díja[8][9]